# ملک‌منصور اسفندیاری
ملک‌منصور اسفندیاری سیاست‌مدار ایرانی بود، که در دوره بیست و چهارم مجلس شورای ملی به عنوان نماینده کرمان از استان کرمان در مجلس شورای ملی حضور داشت. او فرزند محمدجواد خان محتشم‌الملک، نوه ولی‌خان محتشم‌الملک (پسر محمد اسماعیل خان نوری وکیل الملک حاکم کرمان) بود.